# Help! (película)
Help! es el título de una película protagonizada por los Beatles y Leo McKern, Eleanor Bron, Victor Spinetti, John Bluthal y Roy Kinnear. La banda sonora fue lanzado como un álbum de The Beatles, también llamado Help!, esta película comenzó con el título Eight Arms to Hold You (Ocho brazos para abrazarte), y posteriormente se le cambió el título por Help!.[cita requerida]

## Argumento
Una secta hindú se dispone a sacrificar una doncella a la Diosa Kali. Como es la costumbre su piel es teñida de rojo y se le coloca el sagrado anillo de la diosa que la señala como el sacrificio, sin embargo en el momento en que sería inmolada descubren que el anillo no está, ya que la joven resultó ser fanática de los Beatles y les envió el anillo como regalo, terminando atorado accidentalmente en la mano derecha de Ringo Starr, el baterista. Ya que el anillo es lo que señala al sacrificio para la diosa, ahora el sumo sacerdote ha indicado que como Ringo lo lleva es él quien debe ser sacrificado, por lo que se movilizan a Inglaterra para concretar la ceremonia.
Así comienza una cacería humana (o mejor dicho, del anillo) que parte en Londres y termina en las Bahamas, a través de los Alpes suizos donde también están involucrados en la búsqueda unos científicos locos que quieren el anillo para ser famosos, además de los adeptos de la secta que insisten en tratar de cubrir a Ringo con pintura roja y asesinarlo mientras la banda huye por todo el mundo intentando mantenerlo a salvo.

## Reparto
- John Lennon como él mismo.
- Paul McCartney como él mismo.
- George Harrison como él mismo.
- Ringo Starr como él mismo.
- Leo McKern como el Sumo Sacerdote Clang.
- Eleanor Bron como Ahme.
- John Bluthal como Bhuta.
- Patrick Cargill como el superintendente.
- Victor Spinetti como Foot.
- Roy Kinnear como Algernon.

## Canciones
- "Help!"
- "You're Going to Lose That Girl"
- "You've Got to Hide Your Love Away"
- "Ticket to Ride"
- "I Need You"
- "The Night Before"
- "Another Girl"
- "She's a Woman"
- "A Hard Day's Night" (tocado por una banda india)
- "I'm Happy Just to Dance with You" (instrumental)